# Matriz de contabilidad social
La Matriz de Contabilidad Social (MCS) (en inglés, Social Accounting Matrix, SAM) es una herramienta de análisis muy útil que permite estudiar, bajo un enfoque cuantitativo, la estructura económica de una entidad determinada independientemente del tamaño que ésta sea. La MCS posibilita también la evaluación de los efectos que sobre dicha estructura provocan diversos cambios exógenos como aquellos relacionados con las reformas en materia de política económica (eliminación de subsidios, aumentos en el salario mínimo, entre otros).

## Características
Una MCS nos ofrece una fotografía de las vinculaciones entre los sectores productivos de un país, de una región, de una comunidad o de un conjunto de ellos,. Es la representación contable de todos los flujos de su sistema económico durante un periodo determinado (generalmente un año).
La Matriz de Contabilidad Social es una extensión de la Matriz Insumo-Producto (MIP) de Wassily Leontief, e incluye, además de la estructura de producción, datos sobre la distribución del ingreso y la estructura de la demanda de las instituciones. Una MCS se diferencia de una MIP, así como del sistema de cuentas nacionales en la reproducción de información detallada acerca de los diferentes grupos sociales que ella contiene, particularmente los hogares y su fuerza de trabajo.
La MCS es una base de datos que permite analizar los aspectos distributivos de la economía, pues presenta la incorporación del valor agregado por los factores de la producción, la distribución de los pagos a los propietarios de esos factores y la forma en que estos últimos destinan su ingreso a la adquisición de bienes y servicios, transfiriéndolo a las actividades de producción. Además, incorpora las transacciones que involucran tanto a los sectores internos como a los externos de la economía.
La importancia de una MCS radica en que incluye tanto las características de un sistema económico completo, como las relaciones entre sus componentes. También es muy versátil, pues en ella pueden incorporarse distintos arreglos institucionales y estructuras económicas. La MCS puede ser considerada como el punto de partida para realizar análisis sobre la economía de una entidad, ya sea un país, una región o un pueblo (entre otras posibilidades) y con ello plantear distintos estudios cuantitativos como aquellos relacionados con cambios en materia de política económica. Esto se debe a que proporciona un marco adecuado para representar, por un lado la estructura de una economía, y por otro la base de datos para los modelos multisectoriales (de multiplicadores o de equilibrio general).
Una MCS está formada por cuentas de doble entrada, en las que se registran las transacciones que efectúan los diferentes sectores y agentes de una economía particular. Por convención, en una Matriz de Contabilidad Social las entradas por fila representan los ingresos de las cuentas, y las columnas los egresos. El registro de las transacciones entre agentes y sectores se realiza manteniendo la igualdad entre los gastos y los ingresos dentro del sistema. Además de este requisito, las categorías a las cuales se asignan los gastos e ingresos solo pueden ser aquellas que se incluyeron en el diseño original de la matriz. El cumplimiento de estas reglas posibilita que la suma de cada fila sea igual o muy aproximada a la de su columna correspondiente (este procedimiento se conoce como balance de cuentas).
El diseño y construcción de la MCS debe considerar la inclusión de las instituciones y sectores que conforman la economía en estudio, con especial énfasis en aquellos que son de interés para la investigación. Es decir, que los componentes en cada tipo de cuenta se definen de acuerdo a las características del área de estudio, y de acuerdo a la importancia que se le quiera otorgar a cada una.
Las primeras MCS se elaboraron en los años ochenta como la extensión de las Matrices de Insumo-Producto aplicadas a países. A partir de ello se inició la construcción de MCS aplicada a poblaciones rurales. A continuación se presentan las características y los componentes básicos de matrices de contabilidad social para poblaciones rurales.

## La Matriz de Contabilidad Social aplicada a Pueblos (MCSP)
Las cuentas comprendidas en él se clasifican dentro de cinco grandes grupos o tipos de cuenta: 
- Actividades de producción;
- factores de producción;
- instituciones;
- capital;
- resto del mundo (las que capturan las relaciones del pueblo con el exterior).

A continuación, se describen los componentes de una MCSP típica y general a partir de una lectura de ella por fila.

## Actividades de producción
La cuenta de producción está formada por las distintas actividades de los hogares de la comunidad estudiada. Por ejemplo, agricultura (básica o de subsistencia y comercial), ganadería, otras actividades productivas (elaboración de artesanías, de materiales de construcción, entre otros) y comercio. 
El uso de insumos y factores de producción por parte de las cuentas de actividades crea el valor agregado de la economía.
Las cuentas de actividades registran las ventas de insumos intermedios a los productores (o actividades), y las de productos finales a consumidores institucionales (sean estos privados o públicos). Asimismo, estas cuentas registran el pago que hacen las actividades por el uso de factores de producción y el pago de impuestos indirectos. 
La Matriz de Insumo-Producto (MIP) es un componente de la MCS, definida por la intersección de las columnas y filas de las cuentas de actividades y ubicada en el lado superior izquierdo del cuadro 1.1. Esto es, por ejemplo, que en la celda en donde se cruza la fila agricultura básica (por ejemplo, maíz) con la columna agricultura básica, la MIP registra el uso de maíz como semilla para la producción de maíz, y la celda en donde se cruza la misma fila con la columna ganadería registra el uso o compra de maíz para el alimento del ganado. 
Por convención, para describir los registros de una MIP o de una MCS, primero se menciona la fila y después la columna. Así pues, (i, j) se refiere a la fila i de una matriz y a la columna j de la misma.
Además de vender insumos a sí misma y al resto de las actividades de producción, las actividades venden su producto a las instituciones (hogares y gobiernos). Esto se captura en los cruces de las filas de actividades (cuenta 1) con las columnas de los hogares y del gobierno (cuenta 3). 
El destino de la producción de las actividades también puede ser la inversión en capital (cruces de los componentes de la cuenta 1 por fila con los de la cuenta 4 por columna). 
Por último, los productos de las actividades pueden ser "exportados" al resto de la región, del país, o incluso al exterior, y se captura en la MCSP en los cruces de los componentes de las cuentas 1 y 5. 
La suma de las filas de los componentes de la cuenta 1 nos darán la oferta total, o lo que es lo mismo, el valor bruto de la producción de la comunidad o las ventas totales de las actividades. 

## Factores de producción
Los factores de producción empleados por las actividades son los que generan el valor agregado de la economía en cuestión, es decir, su uso es el que genera la riqueza adicional de la comunidad durante el año. A la suma del valor agregado de todas las actividades se le llama producto interno bruto o PIB. 
Los componentes fundamentales de la cuenta de los factores de producción en comunidades rurales son: la tierra, el capital y el trabajo. Este último se subdivide en dos componentes: trabajo asalariado y trabajo no asalariado, ya que por lo general en las comunidades rurales típicas se emplean ambos componentes del factor trabajo, los cuales tienen características distintas. 
La distinción de los pagos a cada uno de los factores de producción es un paso indispensable para el análisis de la distribución del ingreso. Para ello se requiere de que cada uno de los factores y grupos socioeconómicos tengan una cuenta separada. Si se asentaran directamente en la MCSP los flujos de ingresos de las actividades a los hogares, es decir a los propietarios de los factores, sería imposible identificar las funciones de producción de las actividades. Tampoco sería posible distinguir las diversas fuentes de ingreso de los hogares. Por tal razón, es preferible asignar primero el valor agregado como un pago a los factores de producción utilizados (cruces de las filas de la cuenta 2 con las columnas de la cuenta 1), y después como un ingreso para sus dueños (cruces de las filas de la cuenta 3 con las columnas de la cuenta 2, véase cuadro 1.1). Por la misma razón, los únicos registros en la MCSP respecto a los factores son en el cruce de las filas de la cuenta de factores con las columnas de la cuenta de actividades.

## Instituciones
Esta cuenta considera tanto a los hogares (instituciones privadas), como al gobierno (institución pública).

### Hogares
Como se mencionó con anterioridad, los hogares no reciben ingresos directamente de las actividades productivas, sino de los factores de producción que poseen. Por esta razón no hay asiento alguno en la intersección de la fila 3a con las columnas de la cuenta 1, y lo hay en el cruce de la fila 3a con las columnas de la cuenta 2. Esto significa que los factores transfieren a sus dueños (los hogares) lo que aportan a la producción como valor agregado, y el total del valor agregado debe ser igual al total de las transferencias de los factores a los hogares. 
Es común que en las comunidades existan transferencias de ingreso entre los hogares, lo cual se asienta en el cruce de la fila hogar y la columna hogar. 
Las transferencias gubernamentales son una fuente adicional de ingreso a los hogares que provienen del pago de salarios (por ejemplo, a trabajadores de la comunidad empleados en obras públicas) o de los apoyos gubernamentales directos (tales como los que se hacen a partir de programas de combate a la pobreza). De esta forma, dichas transferencias se asientan en el cruce de la fila 3a con la columna 3b. 
Por último, los hogares pueden recibir ingresos de las remesas que los migrantes les envían, es decir, de los miembros del hogar o de familiares y amigos que residen fuera del pueblo y que mandan ayuda a sus familiares o amistades. Estas transferencias se asientan en la fila 3a y las columnas de la cuenta 5 (Resto del Mundo).
La suma de los componentes de la fila de la cuenta de hogares será entonces el ingreso total de los mismos. 
Como se mencionó anteriormente, una de las contribuciones de la elaboración de la MCS es el detalle que este esquema contable puede proporcionarnos respecto a cuestiones sociales como la distribución del ingreso. Para hacerlo, los hogares pueden dividirse en grupos a partir de distintos criterios. Estos se toman con base en los objetivos del estudio y en las características de la comunidad analizada. Por ejemplo, los hogares pueden dividirse en dos grupos: pobres (con ingresos menores a algún estándar para medir líneas de pobreza) y no pobres; también pueden clasificarse de acuerdo a su principal actividad económica o fuente de ingreso (agrícola, pecuaria, comercial, asalariados, migrantes, entre otros).

### Gobierno
El gobierno es la segunda cuenta institucional básica. Recibe ingresos de la comunidad por impuestos, que pueden ser: indirectos, cobrados a las actividades (asentados en la fila 3b, columna 1) y directos, cobrados a los hogares (cruce de la fila 3b y la columna 3a). 
El gobierno transfiere ingresos a la comunidad a partir de sus compras a las actividades, de los pagos que hace a los trabajadores locales que contrata, o por las transferencias que hace a los hogares. A diferencia de una MCS nacional (MCSN, en adelante), las cuentas del gobierno en una MCSP no deben necesariamente balancearse. Es decir, que no es condición para una MCSP que los gastos del gobierno en la comunidad sean iguales a los ingresos que recibe de ella. Es común, por ejemplo, que las transferencias de ingreso del gobierno a la comunidad sean mayores a lo que recibe vía impuestos.
Como en el caso de otras cuentas, las del gobierno también pueden subdividirse. Por ejemplo: gobierno local, municipal, estatal o provincial y nacional. También es posible separar algunas funciones gubernamentales de otras. Por ejemplo la distinción de los programas agropecuarios del gobierno (nacional o local) frente a otras de sus funciones. Como en otros casos, el detalle de los componentes de la cuenta gobierno dependerá del objetivo del estudio o de la importancia local de las distintas instancias gubernamentales. 2

## Capital
La fila de esta cuenta capta el ahorro de las instituciones (fila 4, columna 3), el cual financiará la formación de capital fijo y los cambios de inventarios por sector de origen, capturados en la fila 1, columna 4. 

## Resto del mundo
La presente cuenta registra las transacciones y transferencias que vinculan a la economía en estudio con el exterior. La fila contiene a las importaciones, tanto las que hacen las actividades para suplirse de insumos (fila 5, columna 1) como las que realizan los hogares para obtener bienes y servicios (1.1, fila 5, columna 3a).
De acuerdo a lo indicado, las cuentas de cualquier MCS deben estar balanceadas, es decir que la suma de sus filas debe ser igual a la suma de sus columnas. Sin embargo, y a diferencia de una MCSN, en una MCSP no es necesario el balance o equilibrio macroeconómico. En el plano nacional este tipo de equilibrio puede representarse a partir de la identidad 
(I + G) - (A + T) = (M – X)
En donde I + G es el gasto doméstico (en inversión y gubernamental, respectivamente); A + T son los recursos domésticos obtenidos del ahorro (A) y los impuestos (T); mientras que M – X es la balanza de pagos (siendo M las importaciones y X las exportaciones). Si el gasto es mayor a los recursos domésticos (es decir, si I + G > A + T), habrá un déficit o brecha en términos de los de recursos domésticos, lo cual se transmitirá a la balanza de pagos provocando un déficit comercial (M > X). En una economía nacional, tal déficit tiene necesariamente que cubrirse de alguna manera (por ejemplo, mediante el uso de las reservas en moneda extranjera o el ingreso al país de capital foráneo, vía inversión extranjera directa o deuda). Lo que sucede típicamente en las economías en desarrollo es que la brecha doméstica se origina por el gasto excesivo de los ingresos que obtiene el gobierno por el cobro de impuestos (es decir, G > T). Si la inversión es igual al ahorro (I = A), el déficit gubernamental es el que provoca el déficit en la balanza de pagos. 
En una comunidad, y en consecuencia en su MCSP, los gastos que el gobierno hace en el poblado no necesitan ser iguales a los ingresos que obtiene del mismo. Si los primeros son mayores a los segundos, el gobierno puede financiar el déficit utilizando recursos obtenidos en el resto del país. 
Pese a lo arriba mencionado, los gastos que los hogares de la comunidad hacen deben igualar sus ingresos (esto para fines de la MCSP). Además, es común que una población rural tenga un desequilibrio comercial con el exterior. Esto debido a que una comunidad rural depende de bienes manufacturados, la mayor parte producidos fuera de ella, y a que vende al exterior mucho menos que lo que compra. Tal déficit es cubierto por los ingresos salariales que los habitantes del pueblo reciben por su trabajo en la región, o por las remesas que los emigrantes envían a los habitantes de la comunidad. 